# Пенни, Фредерик, 1-й виконт Марчвуд
Фредерик Джордж Пенни, 1-й виконт Марчвуд (англ. Frederick George Penny, 1st Viscount Marchwood; 10 марта 1876 — 1 января 1955) — британский консервативный политический деятель.

## Ранняя жизнь и образование
Родился 10 марта 1876 года. Второй сын Фредерика Джеймса Пенни (1849—1934) и его жены Элизабет Гловер (? — 1930), дочери Джорджа Эмерсона Гловера. Он получил образование в школе короля Эдуарда VI в Саутгемптоне.

## Карьера в бизнесе
Пенни был старшим партнером в Fraser & Co., Government brokers, в Сингапуре, и ранее управляющим директором Eastern Smelting Co. Ltd, Пенанг. Он представлял правительство Федеративных Малайских Штатов на переговорах с правительством Нидерландской Индии в Бандоенге (Ява), относительно ликвидации военных (1914—1918) запасов олова.

## Политическая карьера
Он заседал в Палате общин Великобритании от Кингстона-на-Темзе с 1922 по 1937 год. Он служил личным парламентским секретарем финансового секретаря военного министерства в 1923 году и консервативным организатором с 1926 по 1937 год, в том числе лордом-комиссаром казначейства с 1928 по 1929 год. Он также занимал должности вице-камергера двора (1931—1932), контролера двора (1932—1935) и казначея двора (1935—1937). С 1938 по 1946 год он был почетным казначеем Консервативной партии.

## Почести
Фредерик Пенни был посвящен в рыцари в 1929 году, получил титул баронета Пенни из Сингапура и Кингстона-на-Темзе в графстве Суррей в 1933 году. В 1937 году для него был создан титул барона Марчвуда из Пенанга и Марчвуда в графстве Саутгемптон.
В 1937 году он был назначен рыцарем-командором Королевского Викторианского ордена, а в 1945 году он получил титул виконта Марчвуда из Пенанга и Марчвуда в графстве Саутгемптон.

## Личная жизнь
20 июля 1905 года Фредерик Пенни женился на Энн Бойл Ганн (? — 20 апреля 1957), дочери сэра Джона Ганна. У них был один сын:
- Питер Джордж Пенни, 2-й виконт Марчвуд (7 ноября 1912 — 6 апреля 1979)

Лорд Марчвуд скончался 1 января 1955 года в возрасте 78 лет.